# Shansirhinus
Genre
Espèces de rang inférieur
- † S. brancoi Schlosser, 1903
- † S.  ringstromi Kretzoi (espèce type), 1942[1]

Shansirhinus est un genre fossile de mammifères périssodactyles ancêtres des rhinocéros actuels. Il est dépourvu de cornes et doté d'incisives inférieures proéminentes comme chez tous les membres de sa sous-famille, les Aceratheriinae.

## Présentation
Il a vécu du Miocène supérieur (Messinien) à la fin du Pliocène moyen, soit il y a environ entre 7,246 et 3,600 millions d'années.

## Description
C’était un grand herbivore dont la masse est estimée à 2,6 tonnes. Son crâne est relativement court, il peut jusqu'à 52 centimètres long. Il est caractérisé par des pommettes saillantes.
Les deux incisives de la mandibule forment de petites défenses de forme cônique, longues de seulement 5,9 cm. Elles sont séparées par un diastème de 6,2 cm de large.
Les dents postérieures sont hypsodontes et atteignaient 6 cm de hauteur. Les prémolaires ressemblaient aux molaires, 
donc clairement molarisées. Les surfaces de mastication présentent un émail plié de manière significative, mais apparaissent moins solides que chez Chilotherium son plus proche parent. La plus grande dent de la dentition était la deuxième molaire.
La formule dentaire est 
 indiquée dans le tableau ci-contre.

## Paléobiologie
Ses dents et ses courtes pattes témoignent d'une alimentation de type brouteur (pâturage d'herbe), peut-être encore plus que chez Chilotherium. Il devait donc vivre dans des paysages ouverts de prairie sous un climat tempéré en compagnie de chevaux primitifs. Shansirhinus possédait peut-être une lèvre supérieure très mobile lui servant à la préhension de l'herbe,.

## Liste des espèces
Deux espèces sont rattachées au genre, :
- † S. brancoi Schlosser, 1903
- † S. ringstromi (à l'origine S. ringströmi) Kretzoi, 1942

## Classification
Au sein de la sous famille des Aceratheriinae, Sun Dan-Hui et ses collègues en 2018, reprennent la proposition de 2005 de P.-O. Antoine et G. Saraç, pour l'inclure dans la tribu des Aceratheriini (parfois Aceratherini), où il le place en groupe frère du genre Chilotherium, :
|  | Hoploaceratherium |
|  |                   |
|  | Aceratherium      |
|  |                   |

|  | Acerorhinus                                                   |
|  |                                                               |
|  | \| \| Shansirhinus \| \| \| \| \| \| Chilotherium \| \| \| \| |
|  |                                                               |
|  | Shansirhinus                                                  |
|  |                                                               |
|  | Chilotherium                                                  |
|  |                                                               |

|  | Shansirhinus |
|  |              |
|  | Chilotherium |
|  |              |

|  | Acerorhinus                                                   |
|  |                                                               |
|  | \| \| Shansirhinus \| \| \| \| \| \| Chilotherium \| \| \| \| |
|  |                                                               |
|  | Shansirhinus                                                  |
|  |                                                               |
|  | Chilotherium                                                  |
|  |                                                               |

|  | Shansirhinus |
|  |              |
|  | Chilotherium |
|  |              |

|  | Acerorhinus                                                   |
|  |                                                               |
|  | \| \| Shansirhinus \| \| \| \| \| \| Chilotherium \| \| \| \| |
|  |                                                               |
|  | Shansirhinus                                                  |
|  |                                                               |
|  | Chilotherium                                                  |
|  |                                                               |

|  | Shansirhinus |
|  |              |
|  | Chilotherium |
|  |              |

|  | Acerorhinus                                                   |
|  |                                                               |
|  | \| \| Shansirhinus \| \| \| \| \| \| Chilotherium \| \| \| \| |
|  |                                                               |
|  | Shansirhinus                                                  |
|  |                                                               |
|  | Chilotherium                                                  |
|  |                                                               |

|  | Shansirhinus |
|  |              |
|  | Chilotherium |
|  |              |

|  | Hoploaceratherium |
|  |                   |
|  | Aceratherium      |
|  |                   |

|  | Acerorhinus                                                   |
|  |                                                               |
|  | \| \| Shansirhinus \| \| \| \| \| \| Chilotherium \| \| \| \| |
|  |                                                               |
|  | Shansirhinus                                                  |
|  |                                                               |
|  | Chilotherium                                                  |
|  |                                                               |

|  | Shansirhinus |
|  |              |
|  | Chilotherium |
|  |              |

|  | Acerorhinus                                                   |
|  |                                                               |
|  | \| \| Shansirhinus \| \| \| \| \| \| Chilotherium \| \| \| \| |
|  |                                                               |
|  | Shansirhinus                                                  |
|  |                                                               |
|  | Chilotherium                                                  |
|  |                                                               |

|  | Shansirhinus |
|  |              |
|  | Chilotherium |
|  |              |

|  | Acerorhinus                                                   |
|  |                                                               |
|  | \| \| Shansirhinus \| \| \| \| \| \| Chilotherium \| \| \| \| |
|  |                                                               |
|  | Shansirhinus                                                  |
|  |                                                               |
|  | Chilotherium                                                  |
|  |                                                               |

|  | Shansirhinus |
|  |              |
|  | Chilotherium |
|  |              |

|  | Acerorhinus                                                   |
|  |                                                               |
|  | \| \| Shansirhinus \| \| \| \| \| \| Chilotherium \| \| \| \| |
|  |                                                               |
|  | Shansirhinus                                                  |
|  |                                                               |
|  | Chilotherium                                                  |
|  |                                                               |

|  | Shansirhinus |
|  |              |
|  | Chilotherium |
|  |              |

### Publication originale
- (de) Miklós Kretzoi, Bemerkungen zur System der Nachmiozänen Nashorn-Gattungen., vol. 72 (4-12), Budapest, coll. « Földtani Közlöni », 1942, 309–318 p.